# Doctor Who: Series 3 (саундтрек)
Doctor Who: Series 3 (Original Television Soundtrack) (рус. «Доктор Кто»: Сезон 3) — альбом саундтреков, содержащий музыку из 3-го сезона телесериала «Доктор Кто». Композитор — Мюррей Голд. Дирижёр — Бен Фостер. Альбом вышел 5 ноября 2007 года.

## Список треков
| № трека | Трек                                                     | Ассоциирующаяся история                                        | Длительность |
| ------- | -------------------------------------------------------- | -------------------------------------------------------------- | ------------ |
| 1       | «All the Strange, Strange Creatures (The Trailer Music)» | Разные эпизоды                                                 | 04:07        |
| 2       | «Martha’s Theme»                                         | «Смит и Джонс»                                                 | 03:42        |
| 3       | «Drowning Dry»                                           | «Код Шекспира»                                                 | 01:54        |
| 4       | «The Carrionites Swarm»                                  | «Код Шекспира»                                                 | 03:23        |
| 5       | «Gridlocked Cassinis»                                    | «Пробка»                                                       | 01:17        |
| 6       | «Boe»                                                    | «Пробка»                                                       | 03:43        |
| 7       | «Evolution of the Daleks»                                | «Далеки на Манхэттене» / «Эволюция далеков»                    | 01:53        |
| 8       | «My Angel Put the Devil in Me»                           | «Далеки на Манхэттене» / «Эволюция далеков»                    | 03:08        |
| 9       | «Mr Smith and Joan»                                      | «Человеческая природа» / «Семья крови»                         | 02:05        |
| 10      | «Only Martha Knows»                                      | «Человеческая природа» / «Семья крови»                         | 02:31        |
| 11      | «Smith’s Choice»                                         | «Человеческая природа» / «Семья крови»                         | 01:42        |
| 12      | «Just Scarecrows to War»                                 | «Человеческая природа» / «Семья крови»                         | 01:30        |
| 13      | «Miss Joan Redfern»                                      | «Человеческая природа» / «Семья крови»                         | 01:51        |
| 14      | «The Dream of a Normal Death»                            | «Человеческая природа» / «Семья крови»                         | 01:56        |
| 15      | «The Doctor Forever»                                     | Разные эпизоды                                                 | 04:19        |
| 16      | «Blink (Suite)»                                          | «Не моргай»                                                    | 02:55        |
| 17      | «The Runaway Bride»                                      | «Сбежавшая невеста»                                            | 04:18        |
| 18      | «After the Chase»                                        | «Сбежавшая невеста»                                            | 01:26        |
| 19      | «The Futurekind»                                         | «Утопия» / «Барабанная дробь» / «Последний Повелитель времени» | 01:44        |
| 20      | «YANA (Excerpt)»                                         | «Утопия» / «Барабанная дробь» / «Последний Повелитель времени» | 00:54        |
| 21      | «The Master Vainglorious»                                | «Утопия» / «Барабанная дробь» / «Последний Повелитель времени» | 03:22        |
| 22      | «Martha’s Quest»                                         | «Утопия» / «Барабанная дробь» / «Последний Повелитель времени» | 03:19        |
| 23      | «This Is Gallifrey: Our Childhood, Our Home»             | «Утопия» / «Барабанная дробь» / «Последний Повелитель времени» | 03:17        |
| 24      | «Martha Triumphant»                                      | «Утопия» / «Барабанная дробь» / «Последний Повелитель времени» | 02:49        |
| 25      | «Donna’s Theme»                                          | «Сбежавшая невеста»                                            | 03:14        |
| 26      | «The Stowaway»                                           | «Путешествие проклятых»                                        | 03:36        |
| 27      | «The Master Tape»                                        | «Барабанная дробь» / «Последний Повелитель времени»            | 01:55        |
| 28      | «Abide with Me»                                          | «Пробка»                                                       | 02:28        |